# 背水
背水（はいすい）
- 水を背にすること。故事成句の「背水の陣」については井陘の戦いを参照の事。
- 下流側の水位変化の影響が上流側に及ぶ現象のこと。背水現象またはバックウォーター現象。本項にて解説。

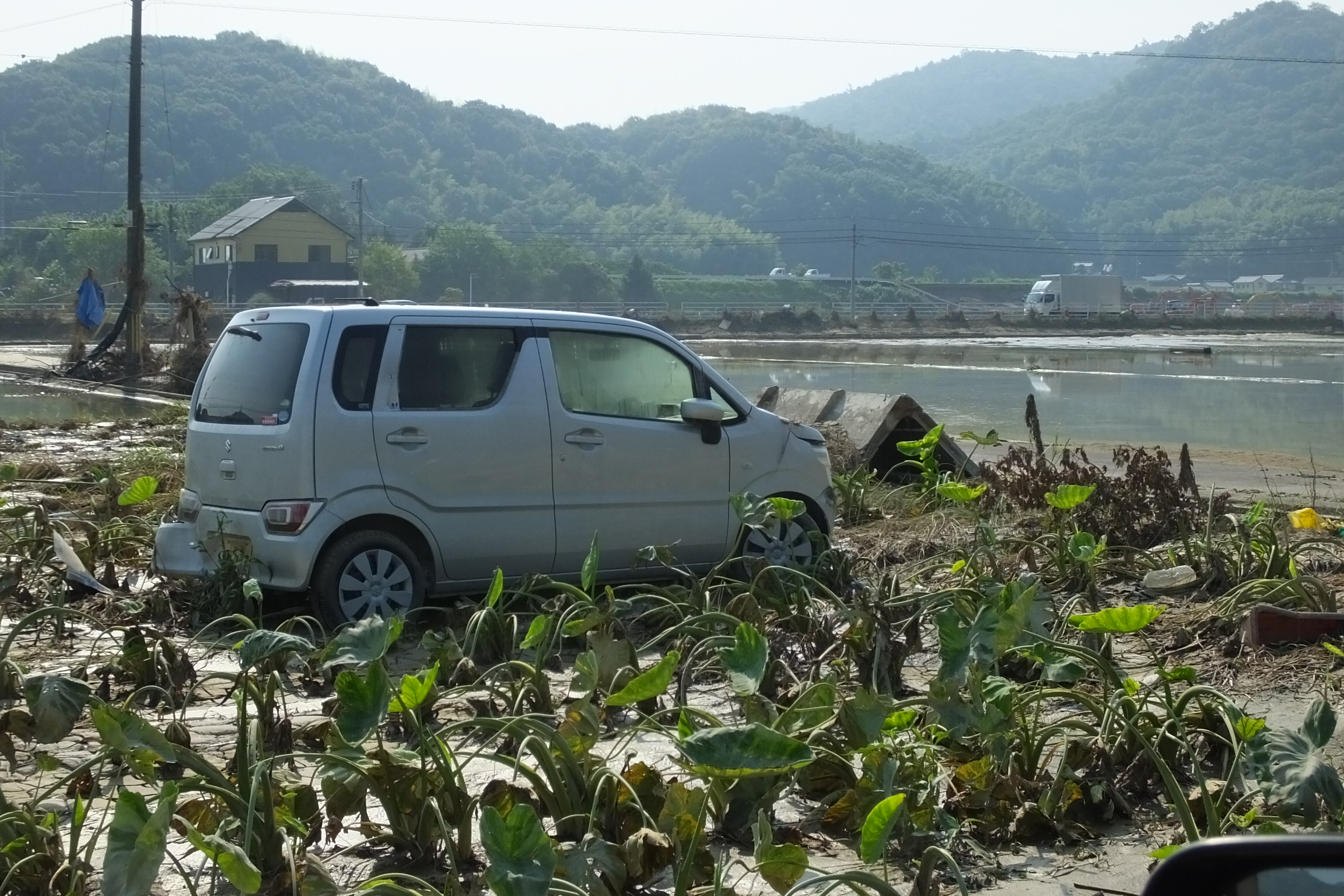
バックウォーター現象により大規模な浸水が起きた岡山県倉敷市真備地区（小田川 (高梁川水系) ）2018年7月7日、平成30年7月豪雨（西日本豪雨）

背水（はいすい）またはバックウォーター（英: backwater）は、河川や用水路などの開水路において、下流側の水位変化の影響が上流側に及ぶ現象のことである。

## 概要
背水が生じるのは、流れが常流の場合であり、構造物の存在、水路の断面形状、勾配の変化などがその原因となる。
水位変化の影響を受ける範囲を背水区間という。ダムや堰などによる水位上昇で背水区間の水位が上昇することを堰上げ背水（英: backwater）といい、背水区間の水位が低下することを低下背水（英: drawdown）と呼ぶ。
洪水の際、本川の水位が高い場合、支川から本川への流入が起こらず、そのために支川の水位が上昇することを指す場合もある。
堤防決壊の一因が、バックウォーター現象である可能性を指摘された事例として、以下のものがある。
- 2015年9月11日、平成27年9月関東・東北豪雨、鳴瀬川水系渋井川[3]、利根川支流の鬼怒川[4]。
- 2018年7月7日、平成30年7月豪雨（西日本豪雨）、小田川 (高梁川水系)、2か所のべ150m[5]。また、その小田川の支流（高馬川、末政川）においても同様にバックウォーター現象が起きていたとされる。
- 2019年10月、令和元年東日本台風、多摩川支流の多摩川水系平瀬川、利根川水系渡良瀬川支流の秋山川、阿武隈川支流の阿武隈川水系新川、千曲川支流の信濃川水系皿川・浅川[6]。また、荒川水系入間川流域の都幾川、越辺川においても同様にバックウォーター現象が起きていたとされる。